# Celmisia walkeri
Celmisia walkeri là một loài thực vật có hoa trong họ Cúc. Loài này được Kirk mô tả khoa học đầu tiên năm 1877.